# Маунт-Пейджет
Маунт-Пейджет (англ. Mount Paget) — вершина хребта Аллардіс на острові Південна Джорджія. Найвища точка цього острову а також Південної Джорджії та Південних Сандвічевих островів — заморська територія Великої Британії.

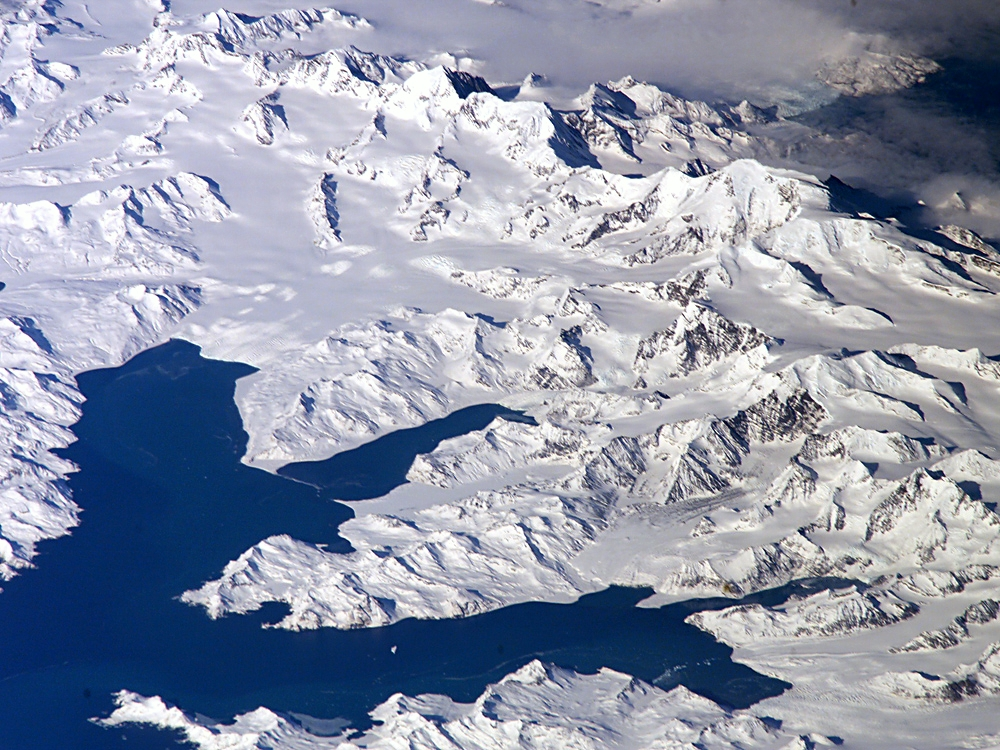
Півострів Татчер

Перше сходження на вершину здійснив Малколм Берлі 30 грудня 1964 р.